# Торце
Торце — пересыхающее солёное озеро в Черноземельском районе Калмыкии. Расположено в 2 км к северо-востоку от посёлка Ачинеры.
Относится к Западно-Каспийскому бассейновому округу, бассейну реки Восточный Маныч. Площадь — 3,78 км². Входит в систему Состинских озёр.

## Физико-географическая характеристика
Озеро расположено на западе Чёрных земель, являющихся частью Прикаспийской низменности. Озеро узкой полосой протянулось с запада на восток более чем на 6 км. Береговая линия изрезана многочисленными мелкими заливами. Высота над уровнем моря — 4 м.
Гидрологический режим озера естественно-антропогенный. Озеро расположено в зоне резко континентального, полупустынного климата. В условиях значительного испарения роль дождевых осадков в водном режиме озера не велика. До ввода в эксплуатацию Чограйского водохранилища основным источником питания водоёма являлись осадки, выпадающие в зимний период. С 1970-х в Торце, как и другие озёра Состинской системы поступают воды, сбрасываемые из Чограйского водохранилища.